# Ștefan de Maramureș
Ștefan de Maramureș a fost un nobil din familia transilvăneană Dragu, în maghiară Dragfi. Era fiul lui  Balc al Moldovei. Fals - nu era fiul lui Balc ci fiul lui Sas al Moldovei (Bélteki Szász)
Ștefan este strămoșul familiilor poloneze Rybotycki, Brzescianski, Buchowski and Hubicki și altor familii poloneze 